# 南方副鱸
南方副鱸，為輻鰭魚綱鱸形目鱸亞目鮨科的其中一種，分布於東南太平洋區，從厄瓜多至秘魯海域，體長可達35公分，為底棲性魚類，屬肉食性，生活習性不明。